# Tiếng Venda
Venda, cũng được gọi là Tshivenḓa, hay Luvenḓa, là một ngôn ngữ thuộc Nhóm Bantu và là một trong 11 ngôn ngữ chính thức tại Nam Phi. Phần lớn người nói tiếng Venda sinh sống tại Nam Phi, nhưng cũng có một số người sống tại Zimbabwe. Tiếng Venda có quan hệ gần gũi với tiếng Kalanga được sử dụng tại Botswana và Zimbabwe. Trong thời kỳ Apartheid ở Nam Phi, bantustan (một hình thức lãnh thổ riêng biệt) của người Venda được thành lập trên vùng đất của họ tại Nam Phi. Venda thuộc về nhánh Bantu của Ngữ hệ Niger-Congo.

## Phân bổ
| 0–20% 20–40% 40–60% |  | 60–80% 80–100% |

Phân bổ những người nói tiếng Tshivenda tại Nam Phi: tỉ lệ người nói Tshivenda tại nhà.

Venda được khoảng 666.000 ở phía bắc tỉnh Limpopo của Nma Phi sử dụng, cũng như 84.000 người tại Zimbabwe.

## Chữ viết
Tiếng Venda sử dụng chữ cái Latinh với 5 dấu trọng âm được thêm vào 4 phụ âm với dấu mũ ở dưới (ḓ, ḽ, ṋ, ṱ) và một chấm trên (ṅ). Các chữ C, J và Q chỉ dùng cho cá từ mượn và tên gọi. 
| A a | B b | (C c) | D d   | Ḓ ḓ | E e | F f   |  |
| G g | H h | I i   | (J j) | K k | L l | Ḽ ḽ   |  |
| M m | N n | Ṋ ṋ   | Ṅ ṅ   | O o | P p | (Q q) |  |
| R r | S s | T t   | Ṱ ṱ   | U u | V v | W w   |  |
| X x | Y y | Z z   |       |     |     |       |  |

| Chữ cái | Phát âm theo IPA | Chú thích                                                        |
| ------- | ---------------- | ---------------------------------------------------------------- |
| a       | [a]              |                                                                  |
| b       | [b]              |                                                                  |
| bv      | [b̪v]             |                                                                  |
| bw      | [bɣw] hay [bj]   | Tùy từng phương ngữ                                              |
| d       | [d]              |                                                                  |
| dz      | [d͡z]             |                                                                  |
| dzh     | [d͡ʒ]             | giống như "j" trong tiếng Anh                                    |
| dzw     | [d͡zw]            |                                                                  |
| ḓ       | [d̪]              |                                                                  |
| e       | [ɛ], [e]         |                                                                  |
| f       | [f]              |                                                                  |
| fh      | [ɸ]              |                                                                  |
| g       | [ɡ]              |                                                                  |
| h       | [ɦ], [h]         | đọc là h] nếu trước e.                                           |
| hw      | [ɣw]             |                                                                  |
| i       | [i]              |                                                                  |
| k       | [kˀ]             |                                                                  |
| kh      | [kʰ]             |                                                                  |
| khw     | [kʰw]            |                                                                  |
| l       | [ɭ]              |                                                                  |
| ḽ       | [l̪]              |                                                                  |
| m       | [m], [m̩]         | M tạo thành riêng 1 âm tiết, [m̩], khi một âm tiết bắt đầu với m. |
| n       | [n], [n̩]         | N tạo thành riêng 1 âm tiết, [n̩] khi một âm tiết bắt đầu với n.  |
| ng      | [ŋɡ]             |                                                                  |
| ny      | [ɲ]              |                                                                  |
| nz      | [nd͡z]            |                                                                  |
| ṋ       | [n̪]              |                                                                  |
| ṅ       | [ŋ]              |                                                                  |
| ṅw      | [ŋw]             |                                                                  |
| o       | [ɔ], [o]         |                                                                  |
| p       | [pˀ]             |                                                                  |
| ph      | [pʰ]             |                                                                  |
| pf      | [p̪f]             |                                                                  |
| pfh     | [p̪fʰ]            |                                                                  |
| r       | [ɾ]              |                                                                  |
| s       | [s]              |                                                                  |
| sh      | [ʃ]              |                                                                  |
| sw      | [ʂ]              |                                                                  |
| t       | [tˀ]             |                                                                  |
| th      | [tʰ]             |                                                                  |
| ts      | [t͡s]             |                                                                  |
| tsh     | [t͡ʃʰ]            |                                                                  |
| tsw     | [t͡sw]            |                                                                  |
| ty      | [c]              |                                                                  |
| ṱ       | [t̪]              |                                                                  |
| ṱh      | [t̪h]             |                                                                  |
| u       | [u]              |                                                                  |
| v       | [v]              |                                                                  |
| vh      | [β]              |                                                                  |
| w       | [w]              |                                                                  |
| x       | [x]              |                                                                  |
| y       | [j]              |                                                                  |
| z       | [z]              |                                                                  |
| zh      | [ʒ]              |                                                                  |
| zw      | [ʐ]              |                                                                  |

### Phần mềm
- Spell checker for OpenOffice.org and Mozilla Lưu trữ ngày 14 tháng 1 năm 2007 tại Wayback Machine, OpenOffice.org Lưu trữ ngày 24 tháng 3 năm 2007 tại Wayback Machine, Mozilla Firefox web-browser Lưu trữ ngày 10 tháng 2 năm 2007 tại Wayback Machine, and Mozilla Thunderbird email program Lưu trữ ngày 24 tháng 3 năm 2007 tại Wayback Machine in Venda
- Translate.org.za Lưu trữ ngày 14 tháng 1 năm 2007 tại Wayback Machine Project to translate Free and Open Source Software into all the official languages of South Africa including Venda
- Keyboard with extra venda characters Lưu trữ ngày 6 tháng 1 năm 2007 tại Wayback Machine

Bản mẫu:Ngôn ngữ tại Zimbabwe